# 와이드너 필드
와이드너 필드(Weidner Field)은 미국의 축구 전용 경기장으로 콜로라도주 콜로라도스프링스에 있으며 USL 챔피언십 콜로라도스프링스 스위치백스의 홈경기장이다.